# Adrián Mora
Adrián Mora Barraza (Hidalgo del Parral, 15 agosto 1997) è un calciatore messicano, difensore dell'Atlas in prestito dal Toluca.

## Caratteristiche tecniche
È un difensore centrale.

## Carriera

### Club
Cresciuto nel settore giovanile del Toluca, ha esordito in prima squadra il 21 febbraio 2018 disputando l'incontro di Copa México vinto 3-2 contro il Mineros de Zacatecas.

### Nazionale
Ha partecipato ai Giochi Olimpici di Tokyo.